# نیویشا
نیویشا (به لاتین: Nevsha) یک منطقهٔ مسکونی در بلغارستان است که در شهرستان وترینو واقع شده‌است. نیویشا ۵۵۴ نفر جمعیت دارد و ۱۳۵ متر بالاتر از سطح دریا واقع شده‌است.